# Alexander Markus Homes
Alexander Markus Homes (* 1959) ist ein deutscher Buchautor. Er schreibt vor allem Romane und Sachbücher zu den Themen Heimerziehung und sexueller Missbrauch.

## Leben
Homes wuchs in katholischen Heimen auf, darunter dem St. Vincenzstift in Aulhausen. Er wurde dort nach eigenen Angaben neben sexuellem Missbrauch Opfer verschiedener weiterer Formen körperlicher und psychischer Gewalt. Seine Erlebnisse hat er in mehreren Sachbüchern und Romanen aufgearbeitet.
Gegen die Veröffentlichung seines Erstlingswerkes versuchte laut einem Bericht des Spiegel der damalige Leiter des katholischen Kinderheimes, der spätere Bischofsvikar Franz Kaspar, gerichtlich vorzugehen. Homes’ Anwalt war damals Hans-Christian Ströbele, später Bundestagsabgeordneter der Grünen. Die hessische Landesregierung und die katholische Caritas hätten zudem – letztlich vergeblich – versucht, die Ausstrahlung eines Fernsehfilms zu Homes’ Kindheit zu verhindern. 3sat berichtete in einem Fernsehbeitrag von 2010, dass auch gegen die Veröffentlichung weiterer Schriften Homes’ von Seiten der katholischen Kirche interveniert wurde.
Homes arbeitet heute als Journalist.

## Schriften
- Prügel vom lieben Gott: eine Heimbiografie. Bensheim: päd.-extra-Buchverlag 1981 ISBN 3-88704-008-2
  - Prügel vom lieben Gott: eine Heimbiografie. Aschaffenburg: Alibri 2012 ISBN 978-3-86569-023-4
- Heimerziehung – Lebenshilfe oder Beugehaft? (als Herausgeber) Frankfurt am Main: Fischer-Taschenbuch-Verlag 1984 ISBN 3-596-23063-2
- Gestohlene Kindheit: ein Heimkind packt aus. Düsseldorf: Patmos-Verl. 1996 ISBN 3-491-72355-8
- Gottes Tal der Tränen. Roman. Herdecke: Scheffler 2001 ISBN 3-89704-164-2
- Von der Mutter missbraucht: Frauen und die sexuelle Lust am Kind. Sachbuch. Lengerich: Pabst Science Publ. 2005 (2. Aufl.) ISBN 3-89967-282-8